# Lubin Baugin
Lubin Baugin (Pithiviers, 1612 ca – Parigi, 1663) è stato un pittore francese.

## Biografia
Pochi documenti ci danno notizie sulla sua vita e sui suoi maestri e pochi quadri sono stati sino ad oggi attribuiti a questo pittore: tra gli 11 ordinati per la Cattedrale di Notre-Dame a Parigi, solo quattro sono ancora esistenti.

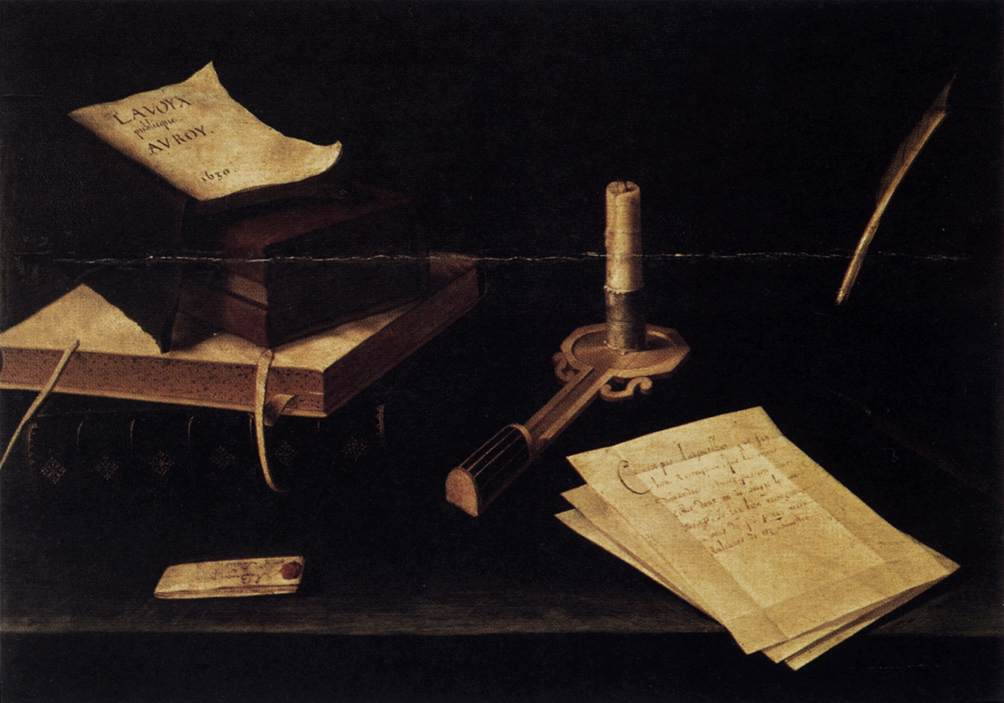
Scrivania con candela, Galleria Spada, Roma

Accolto come maestro pittore nella corporazione di Saint-Germain-des-Prés nel 1629, a partire dal 1636 soggiornò in Italia per alcuni anni.
Nelle sue poche opere rimaste di carattere religioso è palese l'influsso della scuola di Fontainebleau, ma è anche determinante il ricordo delle tele di Raffaello, di Barocchi, di Correggio, che poté studiare in Italia e soprattutto l'imitazione delle opere del Parmigianino e di Guido Reni, tanto che Baugin fu soprannominato il piccolo Guido.
Quattro nature morte firmate Baugin hanno fatto pensare a due artisti con lo stesso nome; ma analizzando documenti d'archivio e prove stilistiche, come i toni cromatici particolarmente aspri e l'impaginazione raffinata e preziosa, hanno dimostrato che si tratta dello stesso artista.

## Opere (parziale)
- Dessert di cialde, Louvre, Parigi
- Cinque sensi, Louvre, Parigi

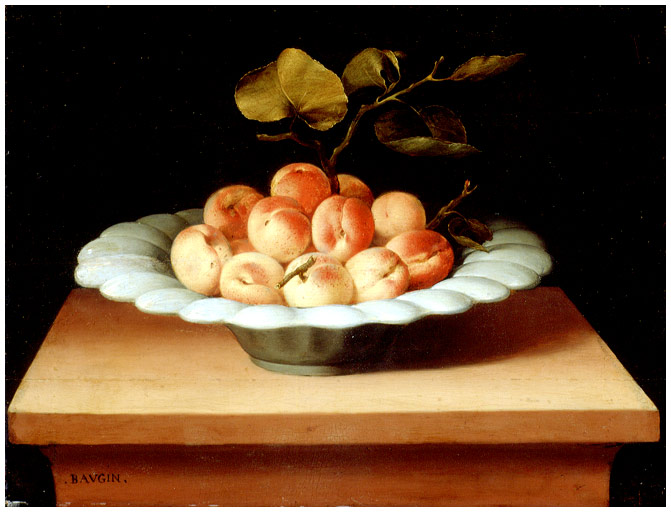
Natura morta con pesche, Museo di Belle Arti, Rennes

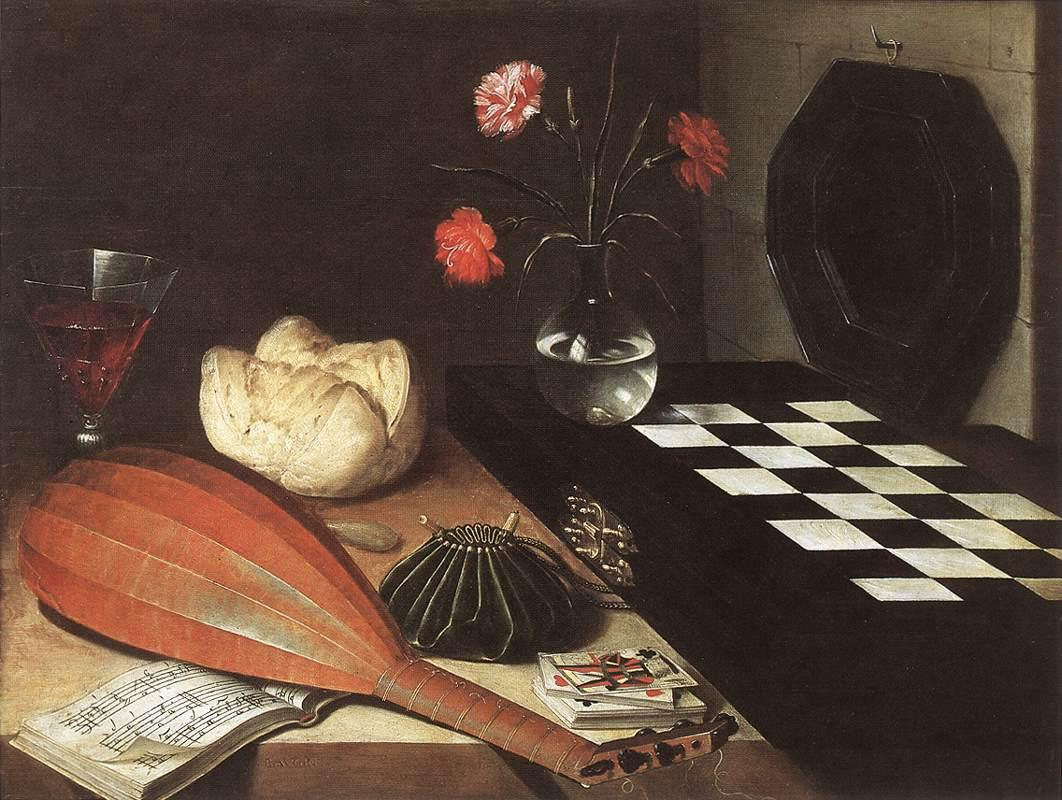
Cinque sensi, Louvre, Parigi

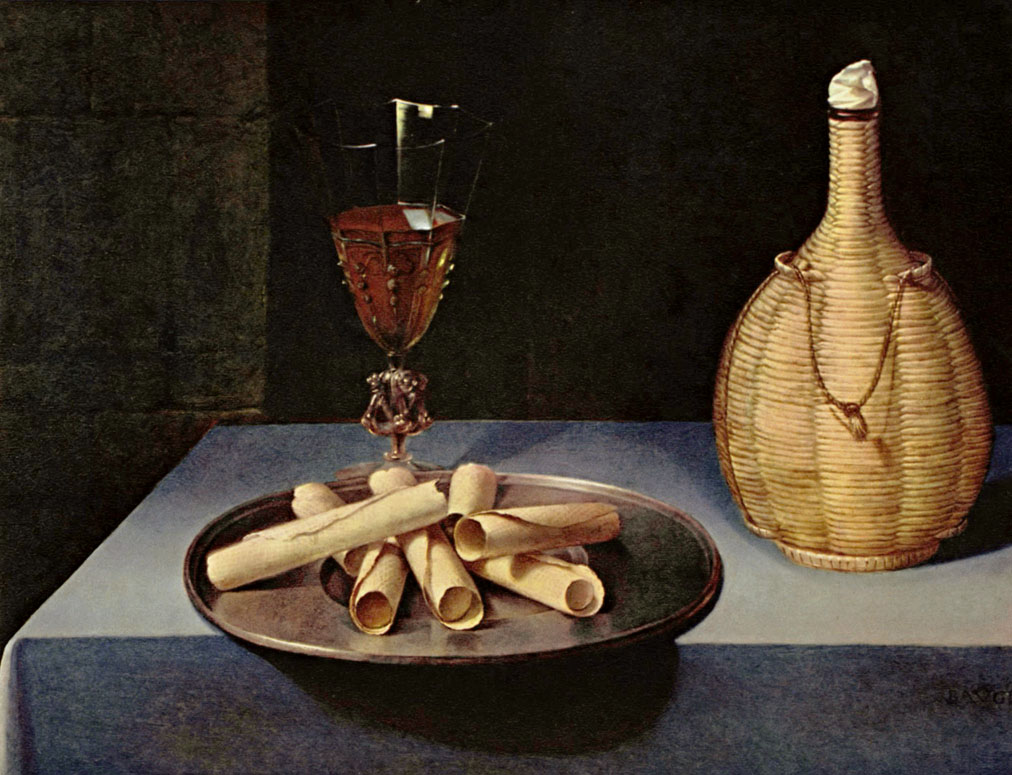
Dessert di cialde, Louvre, Parigi

- Natura morta con pesche, Museo di Belle Arti, Rennes
- Natura morta con candela, Galleria Spada, Roma
- Sacra Famiglia con angeli e santi, National Gallery, Londra
- Sacra Famiglia, Sassari, Pinacoteca Nazionale Mus'a al Canopoleno
- Madonna col Bambino, Louvre, Parigi
- Madonna col Bambino, Nancy

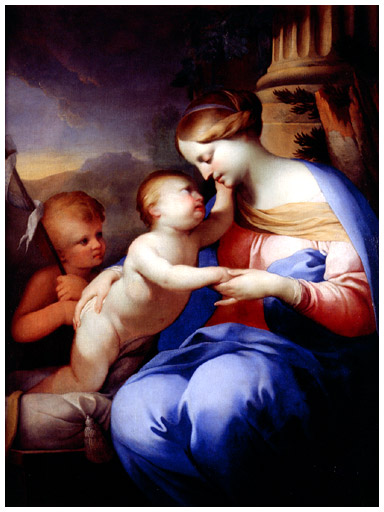
Madonna col Bambino e san Giovannino, Museo di Belle Arti, Rennes

- Vergine con Bambino e san Giovannino, Museo di Belle Arti, Rennes
- Presentazione della Vergine al Tempio, Museo Granet, Aix-en-Provence
- Nascita della Vergine, Museo Granet, Aix-en-Provence
- Martirio di San Bartolomeo, Cattedrale di Notre-Dame, Parigi
- Adorazione dei pastori, chiesa di Andrésy negli Yvelines

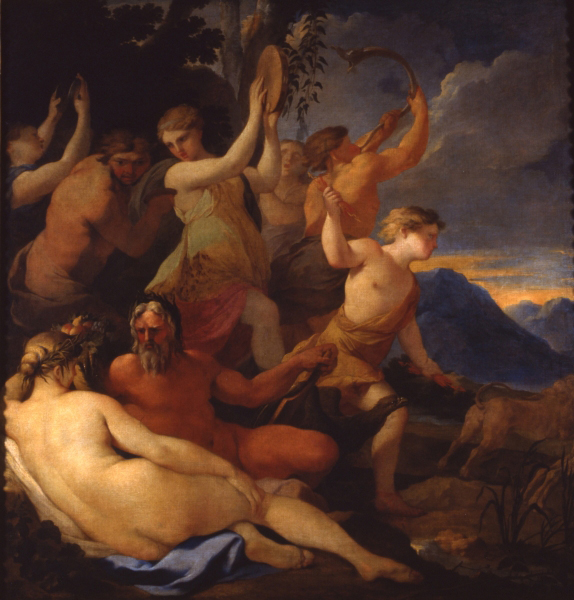
L'infanzia di Giove, Museo di Belle Arti, Troyes

- L'infanzia di Giove, Museo di Belle Arti, Troyes